# Eccoptosage mindanao
Eccoptosage mindanao är en stekelart som först beskrevs av Joseph Augustine Cushman 1922.  Eccoptosage mindanao ingår i släktet Eccoptosage och familjen brokparasitsteklar. Inga underarter finns listade i Catalogue of Life.